# Edward Ruscha

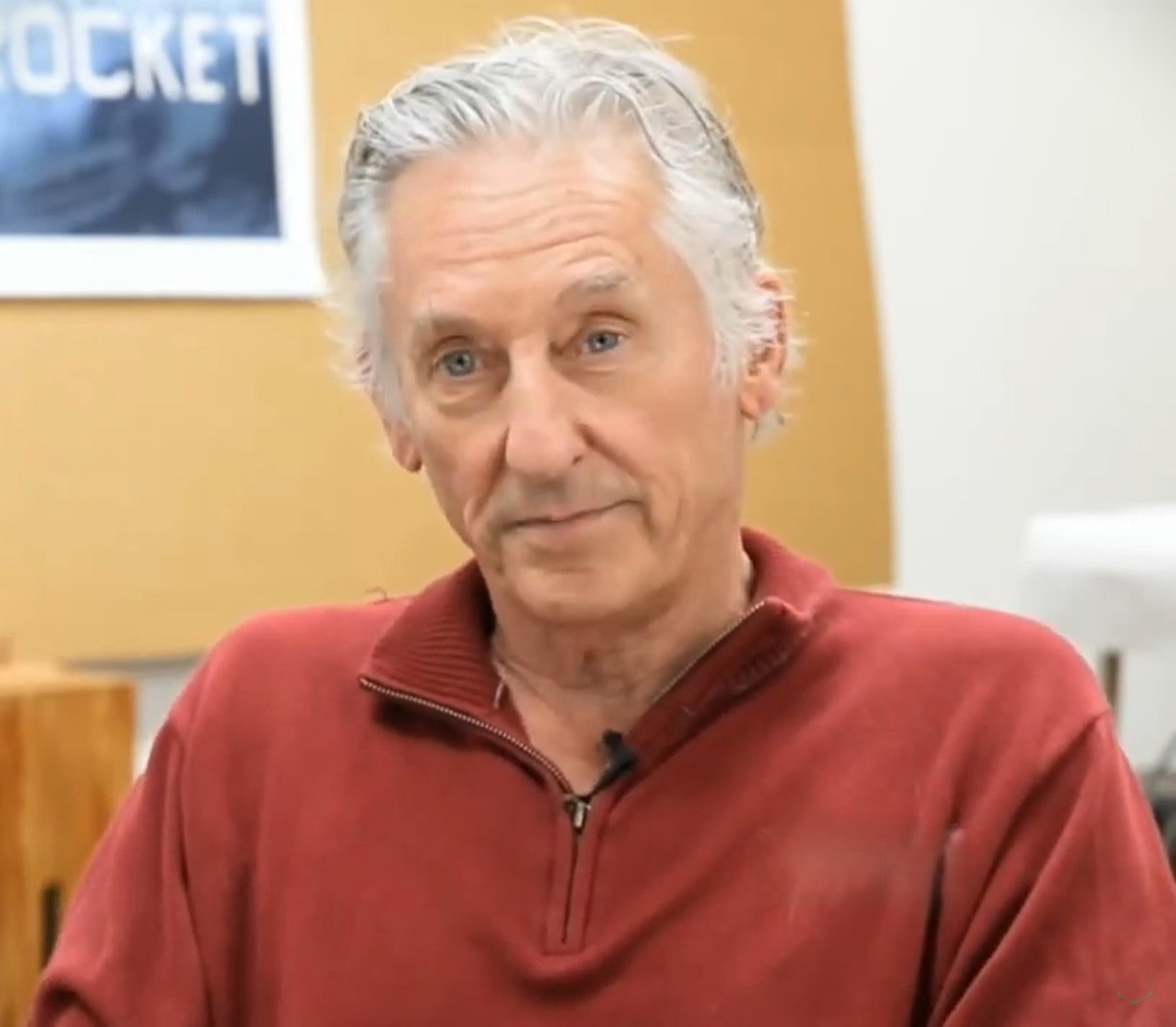
Edward Ruscha (2016)

Edward „Ed“ Joseph Ruscha (gesprochen [ruːˈʃeɪ]; * 16. Dezember 1937 in Omaha, Nebraska) ist ein US-amerikanischer Maler, Grafiker, Fotograf und Filmemacher. Bekannt wurde er vor allem durch seine Werke im Bereich der Malerei und Druckgrafik.

## Leben
Edward „Ed“ Ruscha besuchte ab 1956 das Chouinard Art Institute in Los Angeles und hatte seine erste Einzelausstellung 1963 in der Ferus Gallery von Walter Hopps in Los Angeles.
Schon ab 1962 publizierte er Fotobücher in Auflagen von 400 bis 2000 Exemplaren. In der Bildsprache war für Ruscha u. a. der amerikanische Fotograf Walker Evans ein Vorbild. Parallele Tendenzen gibt es bei Robert Frank, Nachfolger sind Bernd und Hilla Becher.
In Deutschland wurde er 1975 durch den Galeristen Rolf Ricke und die mit ihm kooperierende Galeristin Ursula Wevers bekannt gemacht.
In seinen Bildern verwendete Ed Ruscha häufig Schriftzüge, so auch bei seinem Gemälde For life, das er im Auftrag von Nancy McCartney für ihren Ehemann Paul McCartney zu dessen Geburtstag malte.

## Privatleben
Ed Ruscha war von 1962 bis 1972 mit Danna Knege verheiratet. Sie trennten sich und heirateten 1987 noch einmal. Er hat zwei Kinder, Edward „Eddie“ Ruscha Jr. und Sonny Bjornson. In den späten 1970er Jahren kaufte er Land in der Nähe Pioneertown (Kalifornien), wo er später sein Haus baute.

## Ausstellungen
- 1999: Museu Serralves, Porto; Circa 1968 (Gruppenausstellung und Übernahme in die Sammlung)
- Bis zum 26. November 2006 zeigte das Museum Ludwig in Köln eine vom New Yorker Whitney Museum organisierte Ausstellung unter dem Titel Ed Ruscha. Photographer.
- 2011: Ed Ruscha: Road Tested, Modern Art Museum of Fort Worth, Fort Worth, Texas, USA.
- 2013: Ed Ruscha. Bücher und Bilder. Museum Brandhorst, München, Katalog.
- 2013: Ed Ruscha. Los Angeles Apartments. Kunstmuseum Basel, Basel

## Auszeichnungen
2001 wurde Ruscha zum Mitglied der American Academy of Arts and Letters, 2004 zum Ehrenmitglied der Royal Academy of Arts in London sowie zum Mitglied der American Academy of Arts and Sciences gewählt. Neben einer Vielzahl nationaler und internationaler Auszeichnungen erhielt Ed Ruscha aus Deutschland am 2. September 2006 den Kulturpreis der Deutschen Gesellschaft für Photographie (DGPh) im Museum Ludwig in Köln verliehen. 2014 wurde Edward Ruscha in New York zum Mitglied (NA) der National Academy of Design gewählt.

## Werke

### Bilder
Eine chronologische Übersicht aller Bilder von Edward Ruscha wird seit 2004 in einem inzwischen fünf Bände umfassenden Catalogue raisonné veröffentlicht.

### Bücher

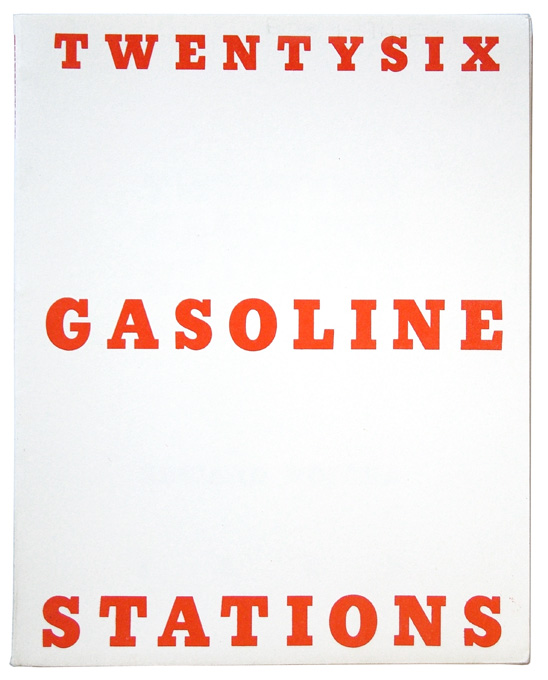
Umschlag: Twentysix Gasoline Stations, 1963

Ruscha verfasste in der Zeit von 1963 bis 1978 16 Künstlerbücher:
- Twentysix Gasoline Stations, Los Angeles: Eigenverlag 1963 (400 nummerierte Exemplare)
- Various Small Fires and Milk, Los Angeles: Eigenverlag 1964
- Some Los Angeles Apartments, Los Angeles: Eigenverlag 1965
- Every Building on the Sunset Strip, Los Angeles: Eigenverlag 1966
- Royal Road Test, Los Angeles: Eigenverlag 1967
- Thirtyfour Parking Lots in Los Angeles, Los Angeles: Eigenverlag 1967
- Nine Swimming Pools and a Broken Glass, Los Angeles: Eigenverlag 1968
- Business Cards, Hollywood: Heavy Industry Publications 1968 (mit Billy Al Bengston)
- Crackers, Hollywood: Heavy Industry Publications 1969 (mit Mason Williams)
- Stains, Hollywood: Heavy Industry Publications 1969
- Real Estate Opportunities, Los Angeles: Eigenverlag 1970
- Babycakes with Weights, New York: Multiples, Inc. 1970
- A Few Palm Trees, Hollywood: Heavy Industry Publications 1971
- Records, Hollywood, Heavy: Industry Publications 1971
- Colored People, Los Angeles: Eigenverlag 1972
- Hard Light, Hollywood: Heavy Industry Publications 1978

### Filme
- Miracle. 28 min., color, optical sound, 16 mm: New York, Castelli-Sonnabend 1970
- Premium. 24 min., color, magnetic sound, 16 mm: New York, Castelli-Sonnabend 1975